# Евгений Онегин (опера)

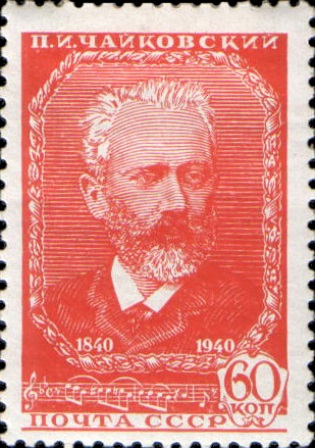
Первые такты увертюры к опере «Евгений Онегин» на почтовой марке СССР 1940 года, посвящённой 100-летию со дня рождения П. И. Чайковского

«Евге́ний Оне́гин» — лирическая опера в 3 актах, 7 картинах Петра Ильича Чайковского, на либретто Константина Шиловского, по одноимённому роману в стихах А. С. Пушкина.
Премьера состоялась 17 (29) марта 1879 года в Малом театре в Москве.

## История создания
Опера написана на сюжет пушкинского «Евгения Онегина». Созданию оперы предшествовали длительные поиски оперного сюжета. В письме своему ученику Cергею Танееву Чайковский писал: «Я ищу интимную, но сильную драму, основанную на конфликте положений, мною испытанных или виденных, могущих задеть меня за живое». Сюжет был подсказан почти случайно певицей Е. А. Лавровской в мае 1877 года. В письме к брату М. И. Чайковскому композитор подробно описывает этот эпизод:
Лизавета Андреевна молчала и добродушно улыбалась, как вдруг сказала: «А что бы взять „Евгения Онегина“»? Мысль эта показалась мне дикой, и я ничего не отвечал. Потом, обедая в трактире один, я вспомнил об «Онегине», задумался, потом начал находить мысль Лавровской возможной, потом увлекся и к концу обеда решился. Тотчас побежал отыскивать Пушкина. С трудом нашёл, отправился домой, перечёл с восторгом и провёл совершенно бессонную ночь, результатом которой был сценариум прелестной оперы с текстом Пушкина.
Осенью 1877 года композитор пережил тяжёлый душевный кризис и даже предпринял попытку самоубийства, однако, опера создавалась достаточно быстро, композитор работал над ней в Москве, в Сан-Ремо, а также в Каменке и в Глебове. Либретто ему помогал создавать поэт К. С. Шиловский. Опера была вполне завершена, и Чайковский сообщает Н. Г. Рубинштейну: «Я кончил оперу совершенно. Теперь только переписываю либретто и, как только всё будет готово, отправлю в Москву».
С самого начала работы над оперой композитор осознавал ряд трудностей, связанных с приспособлением пушкинского сюжета к оперному жанру. Прежде всего это касалось «несценичности» сюжета, отсутствия типовых для оперы конфликтов и сюжетных поворотов, а также необычного для оперы «современного» сюжета. Кроме того, смерть одного из главных героев происходит в середине оперы, а не в конце; опера же в целом заканчивается не эффектными событиями и массовой сценой, а диалогом-объяснением двух действующих лиц. Однако это не останавливало композитора, поскольку искренность, живость и поэтичность пушкинских образов ему казались важнее всех оперных условностей. В ответ на предполагаемую критику он писал:
Я не заблуждаюсь, я знаю очень хорошо, что сценических эффектов и движения будет мало в этой опере, но общая поэтичность, человечность, простота сюжета в соединении с гениальным текстом заменяют с лихвой все недостатки
Пусть опера моя будет несценична, пусть в ней мало действия! Но я влюблен в образ Татьяны, я очарован стихами Пушкина и пишу на них музыку, потому что меня на это непреодолимо тянет. Я совершенно погружен в сочинение оперы
Мне кажется, что она [опера] осуждена на неуспех и на невнимание массы публики. Содержание очень бесхитростно, сценических эффектов никаких, музыка, лишённая блеска и трескучей эффектности… Я… писал «Онегина», не задаваясь никакими посторонними целями. Но вышло так, что «Онегин» на театре не будет интересен. Поэтому те, для которых первое условие оперы — сценическое движение, не будут удовлетворены ею. Те же, которые способны искать в опере музыкального воспроизведения далёких от трагичности, от театральности, обыденных, простых, общечеловеческих чувствований, могут (я надеюсь) остаться довольны моей оперой
Ввиду своей убежденности в том, что публике будет трудно воспринимать это произведение на сцене, Чайковский обратился к П. И. Юргенсону с просьбой заранее, до постановки оперы, издать её клавир. Тот откликнулся на пожелание композитора, и вскоре действительно вышел в свет клавир, который был очень быстро раскуплен. Композитор писал:
Опера эта, мне кажется, скорее будет иметь успех в домах и, пожалуй, на концертных эстрадах, чем на большой сцене… Успех этой оперы должен начаться снизу, а не сверху. То есть не театр сделает её известной публике, а, напротив, публика, мало-помалу познакомившись с нею, может полюбить её, и тогда театр поставит оперу, чтобы удовлетворить потребность публики
Из письма Чайковского брату Модесту Ильичу (27 мая 1878): «Вечером вчера сыграл чуть не всего „Евгения Онегина“! Автор был и единственным слушателем. Совестно признаться, но так быть, тебе по секрету скажу. Слушатель до слёз восхищался музыкой и наговорил автору тысячу любезностей. О, если б все остальные будущие слушатели могли так же умиляться от этой музыки, как сам автор». Подобное можно встретить в письме А. С. Пушкина к другу поэту Петру Вяземскому (около 7 ноября 1825 г.): «Поздравляю тебя, моя радость, с романтическою трагедиею, в ней же первая персона Борис Годунов! Трагедия моя кончена; я перечёл её вслух, один, и бил в ладоши, и кричал, ай да Пушкин! ай да сукин сын!».
Произведение оказалось очень дорого Чайковскому, он вложил в него много душевных сил, и ему жалко было отдавать его на сцену императорских театров.
Как опошлится прелестная картинка Пушкина, когда она перенесётся на сцену с её рутиной и бестолковыми традициями
Триумфальный успех пришёл к опере не сразу. Отклики на спектакль в прессе были противоречивы. Преимущественно опера не была оценена по достоинству. При её постановке у Чайковского возникли серьёзные трудности. Некоторые коллеги, выступившие с критикой его произведений (среди них был, в частности, член «Могучей кучки» Цезарь Кюи), заявляли, что музыка однообразна и скучна, высказывалось даже мнение, что у Чайковского «отсутствовал музыкальный слух». Неприязнь погасил Александр III. Как пишет Соломон Волков, передавая слова Джорджа Баланчина: «Это он настоял, чтобы оперу Чайковского „Евгений Онегин“ поставили в Петербурге в Императорском театре. Никто этого не хотел делать! Музыканты были против, они завидовали Чайковскому, говорили: это плохая опера, несценичная, публике не понравится. Но государь велел, и музыкантам пришлось подчиниться». Из письма Чайковского 18 января 1885 года: «После свадебного обеда я поехал прямо в Большой Театр, где происходило пятнадцатое представление „Онегина“ в присутствии Государя, императрицы и других членов царской фамилии. Государь пожелал меня видеть, пробеседовал со мной очень долго, был ко мне в высшей степени ласков и благосклонен, с величайшим сочувствием и во всех подробностях расспрашивал о моей жизни и о музыкальных делах моих, после чего повёл меня к императрице, которая в свою очередь оказала мне очень трогательное внимание…»
Публика же была очарована этой оперной интерпретацией пушкинского «романа в стихах» с её выразительнейшей музыкой.
Опера оказалась новым словом для оперного жанра, она утвердила в правах целую жанровую ветвь лирической оперы. К этому же направлению принадлежит последняя опера Чайковского — «Иоланта».

## Постановки и аудиозаписи
Свою оперу Чайковский задумал поставить в консерватории; он писал: «Я никогда не отдам этой оперы в дирекцию императорских театров, прежде чем она не пойдёт в консерватории. Я ее писал для консерватории…» Все репетиции проходили в консерватории, а генеральная репетиция и публичный спектакль были в Малом театре. Первый спектакль состоялся 16 декабря 1878 года, не в Малом театре, а на сцене консерватории. Причём разучивать первые две картины студенты начали ещё в сентябре 1877 года, видимо, по рукописи, поскольку опера тогда ещё была далека от завершения. Первая постановка на сцене Малого театра силами учащихся Московской консерватории состоялась 17 (29) марта 1879 года (дирижёр Н. Г. Рубинштейн). Это была единственная постановка, когда опера заканчивалась любовными объятьями Онегина и Татьяны, что вызвало протест публики; Чайковский «очень скоро сам почувствовал кощунственность этой переделки и перед представлением оперы на императорской сцене восстановил сцену по Пушкину».
Далее последовала постановка в московском Большом театре 11 (23) января 1881 (дирижёр Э. М. Бевиньяни). Первое исполнение в Санкт-Петербурге кружком любителей (дирижёр К. К. Зике, солисты — ученики консерватории) состоялось 22 апреля (4 мая) 1883 года. Постановка в Харькове — в апреле 1884 г., в Киеве — 11 октября 1884 г. Постановка в Мариинском театре — 19 (31) октября 1884 (дирижёр Э. Ф. Направник).
Первая зарубежная постановка состоялась 6 (18) декабря 1888 в Праге, дирижёр — автор.
19 (31) января 1892 опера «Евгений Онегин» была поставлена в Гамбургском оперном театре под руководством Густава Малера. Чайковский слышал эту постановку и очень высоко оценил дирижёрское искусство Малера. Позднее, в 1897 году, Малер поставил «Онегина» в Венской опере.
В 1895 году состоялась вторая постановка на сцене Большого театра, дирижёр С. В. Рахманинов.
В Латвии она стала первой оперой, которую исполняли только латышские певцы; премьера состоялась в Риге 27 декабря 1912 года.
Первая постановка на советской сцене 14 сентября 1918 в Петрограде в Малом оперном театре. В 1921 году — постановка в Большом театре.
Опера была изначально задумана как камерная, но позже специально для постановок на сцене Императорской оперы Чайковский создал новую редакцию. Уже в советское время первоначальный вариант, «лирические сцены», был воссоздан усилиями К. С. Станиславского. Опера «Евгений Онегин» стала первым оперным спектаклем, подготовленным театральной студией под руководством К. С. Станиславского. Этот спектакль ознаменовал новый этап в развитии отечественного оперно-сценического искусства и стал символом Музыкального театра имени К. С. Станиславского и В. И. Немировича-Данченко.
Первая студийная запись «Онегина» состоялась в 1936 году. В ней принимали участие оркестр, хор и солисты Большого театра: П. Норцов, Г. Жуковская, С. Лемешев, А. Пирогов. Через год была записана ещё одна версия, на сей раз с И. Козловским в роли Ленского.

## Действующие лица и исполнители

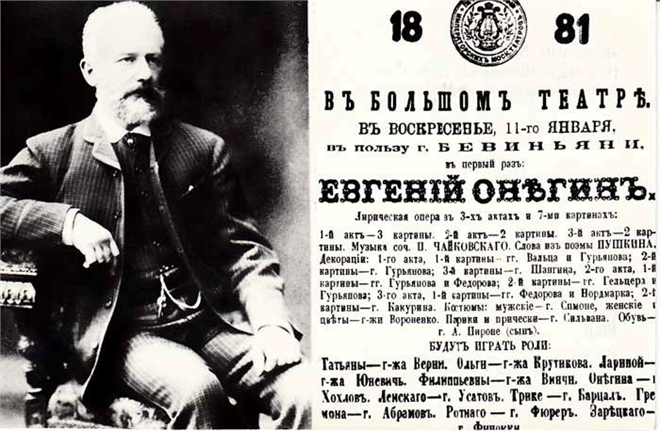
Афиша премьеры оперы «Евгений Онегин» в Большом театре

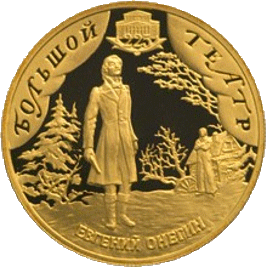

| Партия                                                             | Голос         | Исполнитель на премьере 29 марта 1879 Дирижёр: Николай Рубинштейн (студенческий спектакль) | Исполнитель на премьере в Большом театре 23 января 1881 Дирижёр: Энрико Бевиньяни |
| ------------------------------------------------------------------ | ------------- | ------------------------------------------------------------------------------------------ | --------------------------------------------------------------------------------- |
| Ларина, помещица                                                   | меццо-сопрано |                                                                                            | Мария Юневич                                                                      |
| Татьяна                                                            | сопрано       | Мария Климентова                                                                           | Елена Верни                                                                       |
| Ольга                                                              | контральто    | Александра Левицкая                                                                        | Александра Крутикова                                                              |
| Филиппьевна, няня                                                  | меццо-сопрано |                                                                                            | Матильда Винчи                                                                    |
| Евгений Онегин                                                     | баритон       | Сергей Гилёв                                                                               | Павел Хохлов                                                                      |
| Ленский                                                            | тенор         | Михаил Медведев                                                                            | Дмитрий Усатов                                                                    |
| Князь Гремин                                                       | бас           | Василий Махалов                                                                            | Абрам Абрамов                                                                     |
| Ротный                                                             | бас           | Василий Махалов                                                                            | Отто Фюрер                                                                        |
| Зарецкий                                                           | Бас-профундо  |                                                                                            |                                                                                   |
| Трике, француз                                                     | тенор         |                                                                                            | Антон Барцал                                                                      |
| Гильо, камердинер                                                  | без речей     |                                                                                            |                                                                                   |
| Крестьяне, крестьянки, гости на балу, помещики и помещицы, офицеры |               |                                                                                            |                                                                                   |

## Краткое содержание
Опера состоит из семи картин. Действие происходит в деревне и в Петербурге в 20-х годах XIX столетия.

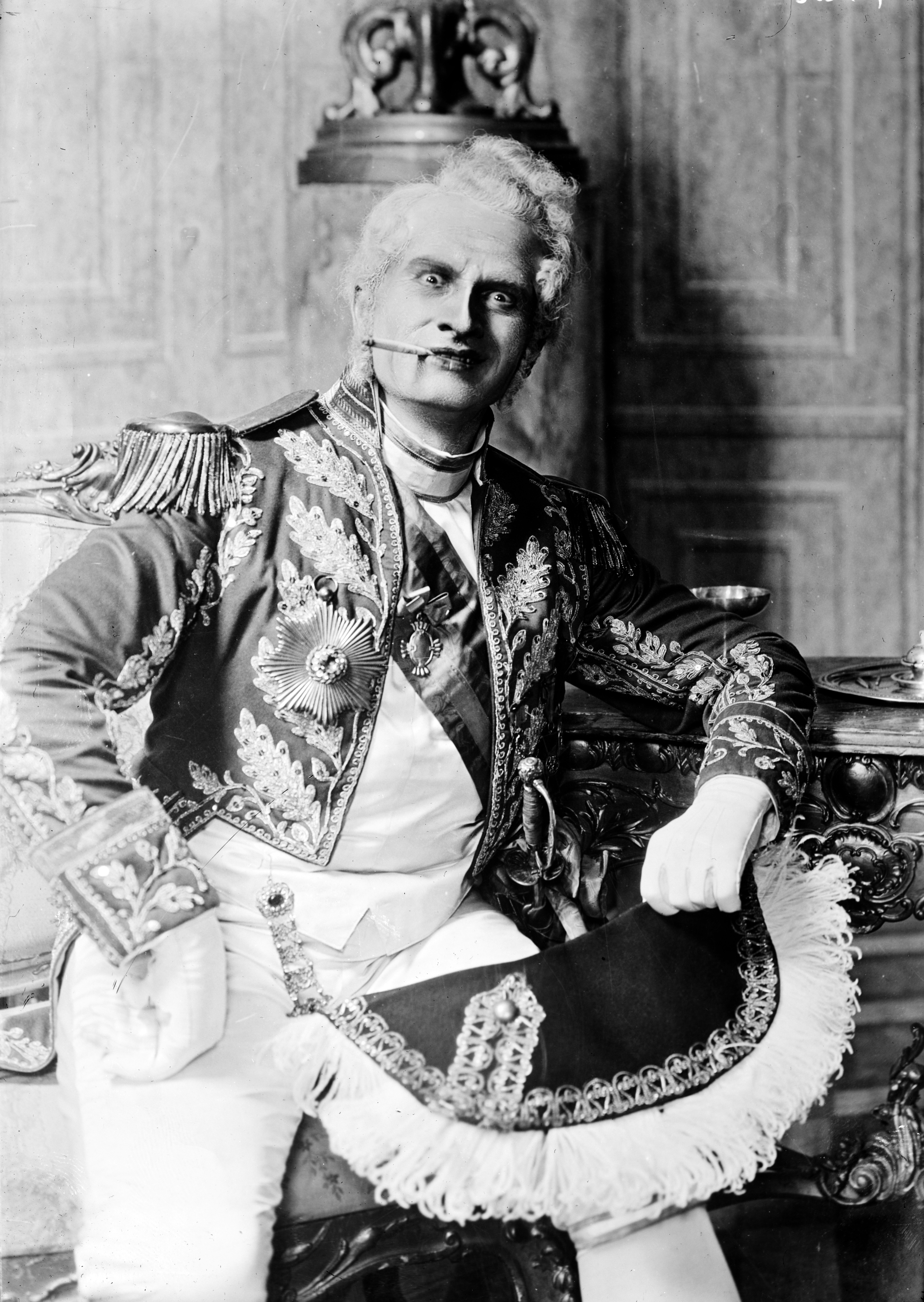
Адам Дидур в роли Гремина в постановке Метрополитен-оперы

Картина первая. Летний вечер, сад в усадьбе Лариных. Татьяна и Ольга поют романс. Их мать — Ларина и няня Филиппьевна вспоминают о временах своей молодости. Появляются крестьяне. Их песни занимают девушек — задумчивую, мечтательную Татьяну и беззаботную, шаловливую Ольгу. Приезжает жених Ольги — помещик-сосед Владимир Ленский в сопровождении Онегина, недавно прибывшего из Петербурга молодого дворянина. Татьяна глубоко взволнована встречей с Онегиным.
Картина вторая. Комната Татьяны, поздний вечер. Девушка во власти тревожных дум. Она не может уснуть и просит няню рассказать о своей молодости. Татьяна едва слушает: её мысли поглощены Онегиным. Охваченная новым, доселе неведомым ей чувством, она пишет Онегину письмо, признаваясь в любви. В нём она видит своего избранника… Светает. Няня по просьбе Татьяны посылает внука с письмом к Онегину.
Картина третья. В саду Лариных девушки с песнями собирают ягоды. В смятении вбегает Татьяна: приехал Онегин, сейчас он будет здесь. Что он ответит на её письмо? Онегин учтив и сдержан. Он тронут искренностью Татьяны, но ответить на её любовь не может. Потрясённая девушка с горечью выслушивает нравоучения.
Картина четвёртая. Бал в доме Лариных. На именины Татьяны съехалось множество гостей. Они танцуют, играют в карты; в зале очень душно. Провинциальный бал с пересудами и сплетнями наводит на Онегина жестокую скуку. Чтобы отомстить Ленскому, который привёз его сюда, Евгений начинает слегка флиртовать с Ольгой. Ленский возмущён поведением друга и легкомыслием невесты. Он вызывает Онегина на дуэль. Гости и хозяева безуспешно пытаются примирить недавних друзей.
Картина пятая. Раннее зимнее утро. Ленский и его секундант Зарецкий ожидают Онегина у места дуэли. Мысли молодого поэта обращены к Ольге и к собственной судьбе. Появляется запоздавший Онегин. Противники колеблются, вспоминают былую дружбу. Но все пути к отступлению отрезаны. Дуэлянты становятся к барьеру. Раздается выстрел — и Ленский падает, сражённый насмерть.
Картина шестая. В богатом особняке собралась петербургская знать. Среди гостей — Онегин, недавно возвратившийся из странствий. Ни путешествия, ни светские удовольствия не могут рассеять его тоски. Появляются князь Гремин с супругой, в которой Онегин с удивлением узнает Татьяну. Князь Гремин говорит, что жена составила счастье его жизни. Охваченный внезапной любовью к Татьяне, Онегин решает добиться свидания.
Картина седьмая. У себя в гостиной Татьяна в волнении читает письмо Онегина. Она до сих пор любит его. Неожиданно входит Онегин. В его словах признание и раскаяние. Татьяна вспоминает их первую встречу, когда счастье было ещё возможно. Но прошедшего не вернуть. Взывая к чести и гордости Онегина, Татьяна просит оставить её. Она непоколебима в сознании долга и твёрдо намерена хранить супружескую верность. Онегин остаётся один.

## Музыкальные номера
- Вступление
- «Слыхали ль вы за рощей глас ночной… Они поют…» — Татьяна, Ольга, Ларина, няня.
- «Болят мои скоры ноженьки… Уж как по мосту-мосточку… » — хор крестьян, Ларина.
- Ариозо Ольги «Как я люблю под звуки песен этих… Уж как по мосту-мосточку…» — Татьяна, Ольга.
- «Ну ты, моя вострушка…» — Ларина, няня, Татьяна, Ольга, хор.
- «Mesdames! Я на себя взял смелость привесть приятеля…» — Ленский, Онегин, Ларина, Татьяна, Ольга.
- Ариозо Ленского «Как счастлив, как счастлив я!.. Я люблю Вас!..» — Ленский, Ольга, Онегин, Татьяна.
- «А, вот и вы!.. Мой дядя самых честных правил… Моя голубка!..» — Ларина, няня, Ленский, Онегин.

- «Ну, заболталась я!.. Не спится, няня…» — няня, Татьяна.
- Ариетта Татьяны «Пускай погибну я, но прежде…» — Татьяна («Сцена письма»).
- «Ах, ночь минула…» — Татьяна, няня.
- «Девицы-красавицы…» — хор крестьянок.
- «Здесь он, здесь он, Евгений!..» — Татьяна.
- Ария Онегина «Когда бы жизнь домашним кругом…» — Онегин.
- «Вот так сюрприз!..» — хор гостей, ротный, Онегин, Ленский.
- «Ужель я заслужил от вас насмешку эту?..» — Ленский, Ольга, Онегин, хор, Трике.
- Куплеты Трике «Какой прекрасный этот день… Ви роза, ви роза, ви роза, belle Tatyana!» — Трике, хор.
- «Messieurs, mesdames, места занять извольте!.. Ты не танцуешь, Ленский?..» — ротный, Онегин, Ленский, хор, Ларина.
- «В вашем доме! В вашем доме!..» — Ленский, Онегин, Татьяна, хор, Ларина, Ольга.

- Ария Ленского «Ну что же?.. Куда, куда, куда вы удалились…» — Зарецкий, Ленский.
- «А, вот они!..» — Зарецкий, Онегин, Ленский.
- «Враги!.. Давно ли друг от друга…» — Онегин, Ленский («Дуэт-канон»).
- Полонез
- Ария Онегина «И здесь мне скучно!.. Княгина Гремина! Смотрите!..» — Онегин, хор, Татьяна, Гремин.
- Ария Гремина «Любви все возрасты покорны…» — Гремин.
- Ариозо Онегина «Итак, пойдём… Ужель та самая Татьяна?..» — Гремин, Татьяна, Онегин.
- «О! как мне тяжело!.. Онегин! Я тогда моложе…» — Татьяна, Онегин.
- «Позор… тоска… О, жалкий жребий мой!» — финал

## Некоторые исполнители

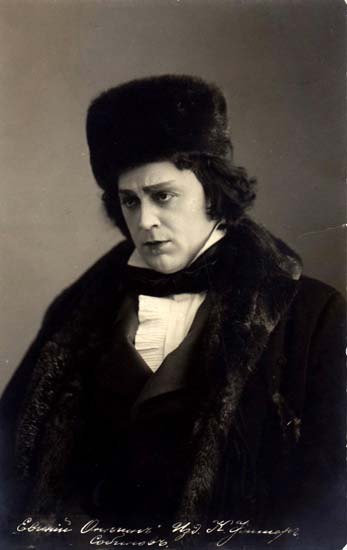
Леонид Собинов в роли Ленского